# Патачич, Адам
Адам Патачич (хорв. Adam Patačić, венг. Patachich Ádám, 18 февраля 1717 года, Заезда, около Карловаца, Австро-Венгрия — 19 июля 1784 года, Калоча, Австро-Венгрия) — католический прелат, епископ Оради-Маре с 28 января 1760 года по 16 сентября 1776 год, архиепископ Калочи с 16 сентября 1776 года по 19 июля 1784 год.

## Биография
Адам Патачич родился 18 февраля 1717 года в населённом пункте Заезда около Карловаца. Изучал теологию в Загребе, Граце, Вене и Риме. 24 декабря 1740 года был рукоположён в священника. С 1751 года был советником имперской канцелярии.
29 августа 1759 года австро-венгерские власти назначили Адама Патачича епископом Оради-Маре. 28 января 1760 года Римский папа Климент XIII утвердил его назначение. 9 марта 1760 года в Вене состоялось рукоположение Адама Патачича в епископа. Был ординарием епархии Оради-Маре до 19 июля 1784 года, когда Римский папа Пий VI назначил его архиепископом Калочи.
Скончался 19 июля 1784 года в городе Калоча.